# Angelo De Santis
Angelo De Santis (Minturno, 20 settembre 1889 – Roma, 28 dicembre 1981) è stato uno storico e bibliotecario italiano della terra aurunca.
Ha dedicato la sua attività alla ricostruzione della storia sociale e civile di Minturno in oltre 250 pubblicazioni.

## Biografia
Laureato in lettere all'Università di Roma, come prima attività si dedica all'insegnamento in diversi Licei classici italiani, l'ultimo a Roma. Affiancherà poi la ricerca storica ad incarichi di alto livello nel sistema bibliotecario italiano: dal 1926 al 1930 presso la Biblioteca Casanatense di Roma; nel 1930 diviene direttore della Biblioteca dell'Istituto storico italiano per il Medio Evo. Nel 1938 vinse il concorso per le discipline bibliografiche indetto per l'Istituto di Patologia del Libro "Alfonso Gallo" di Roma, dove lavorò per un ventennio.Nel 1969 gli fu assegnato il Premio Cultura dalla Presidenza del Consiglio dei ministri.Il De Santis fu socio dell'Associazione italiana biblioteche sin dalla sua fondazione. Il 30 ottobre 1980 fu insignito del Diploma di Benemerenza con Medaglia d'oro ai Benemeriti della cultura e dell'arte. Fu Colonnello di complemento dell'Esercito Italiano, e Presidente dell'Associazione per gli Asili di infanzia di Minturno, che gli ha intitolato una scuola media.

## L'opera
De Santis ha avuto il pregio di rintracciare e commentare gli statuti comunali di area gaetana-minturnese. Questa sua ricerca ha reso possibile una maggiore comprensione delle dinamiche giuridiche e civili della direttrice costiera Roma-Napoli. Base della ricerca sono state le cosiddette charta libertatis: venivano concesse a comunità con particolari pregi e di fatto le liberavano dalle più pesanti imposizioni feudali. Un altro importante campo di ricerca è stato lo studio dello sviluppo demografico dell'area nei secoli. La sua opera forma un corpus fondamentale per la comprensione delle radici e delle dinamiche in area aurunca. Notevole anche la sua collaborazione alla preparazione della terza parte del Codex diplomaticus cajetanus.
Si ricordano le pubblicazioni:
- Caio Mario a Minturno
- Spigolature giudaiche in Terra di Lavoro - Contributo alla storia degli Ebrei nell'Italia meridionale
- L'impresa civica di Minturno già Traetto
- Di Antonio Minturno, umanista del Cinquecento.
- Saggio di una bibliografia della provincia di Littoria
- Contributo a uno studio demografico sulla regione gaetana nel secolo 18°
- Bibliografia della regione Aurunca
- Centri del basso Garigliano abitati nel medioevo e abbandonati nei secoli XVI - XVII
- Saggi e ricerche di storia patria, raccolta postuma di articoli
- Gli statuti della terra Aurunca

## Fonti
- Angelo De Santis, Saggi e ricerche di storia patria Vol. I, "Il Golfo" 1989
- Chi è? Dizionario degli italiani d'oggi, De Santis Angelo, p.335, ed.1940